# 前橋東警察署
前橋東警察署（まえばしひがしけいさつしょ）は、群馬県警察が管轄する警察署の一つである。

## 所在地
- 本庁舎

群馬県前橋市天川大島町一丁目8番地1
- 大胡分庁舎

群馬県前橋市樋越町75

## 管轄区域
- 群馬県前橋市
  - 前橋地区　朝日町一丁目～四丁目、天川原町一丁目～二丁目、天川町、文京町一丁目～四丁目
  - 上川渕地区　上佐鳥町、橳島町、朝倉町、朝倉町一丁目～四丁目、後閑町、下佐鳥町、宮地町、西善町、山王町、山王町一丁目～二丁目、中内町、東善町、広瀬町一丁目～三丁目
  - 下川渕地区　公田町、横手町、亀里町、鶴光路町、新堀町、下阿内町、力丸町、徳丸町、房丸町、下川町
  - 芳賀地区　勝沢町、小神明町、端気町、五代町、鳥取町、小坂子町、嶺町、金丸町、高花台一丁目～二丁目
  - 桂萱地区　三俣町一丁目～三丁目、幸塚町、下沖町、上沖町、西片貝町一丁目～五丁目、東片貝町、上泉町、石関町、亀泉町、荻窪町、堀之下町、堤町、江木町
  - 永明地区　天川大島町、天川大島町一丁目～三丁目、上大島町、女屋町、東上野町、上長磯町、下長磯町、 野中町、小島田町、駒形町
  - 城南地区　下大屋町、泉沢町、富田町、荒口町、荒子町、西大室町、東大室町、飯土井町、新井町、二之宮町、今井町、笂井町、小屋原町、上増田町、下増田町、下大島町、鶴が谷町、神沢の森
  - 大胡地区　大胡町、茂木町、堀越町、横沢町、滝窪町、東金丸町、河原浜町、樋越町、上大屋町
  - 宮城地区　鼻毛石町、柏倉町、市之関町、三夜沢町、苗ヶ島町、馬場町、大前田町
  - 粕川地区　粕川町中之沢、粕川町室沢、粕川町月田、粕川町稲里、粕川町新屋、粕川町込皆戸、粕川町深津、粕川町女渕、粕川町西田面、粕川町前皆戸、粕川町上東田面、粕川町下東田面、粕川町一日市、粕川町中、粕川町膳

## 沿革
- 2011年（平成23年）3月16日 - 大胡警察署を統合し、同署の大胡分庁舎とする。

## 組織
- 警務課 - 警務係、警察安全相談係、犯罪被害者支援係
- 留置管理課 - 留置管理係
- 会計課 - 会計係
- 生活安全課 - 生活安全係
- 地域課 - 地域係
- 刑事第一課 - 総務係、刑事係、鑑識係
- 刑事第二課 - 総務係、刑事係
- 交通課 - 交通係
- 警備課 - 警備係

## 交番
- 天川大島町交番（前橋市天川大島町1421番地）
- 朝日町交番（前橋市朝日町四丁目36番11号）
- 西片貝町交番（前橋市西片貝町一丁目315番地6）
- 駒形町交番（前橋市駒形町1543番地2）
- 大胡交番（前橋市樋越町75番地 大胡分庁舎内）
- 前橋南交番（前橋市鶴光路町43番地1） - 2024年3月開所

## 駐在所
- 鳥取駐在所（前橋市鳥取町788番地8）
- 鶴が谷駐在所（前橋市鶴が谷町12番地3）
- 二之宮駐在所（前橋市二之宮町511番地1）
- 宮城駐在所（前橋市鼻毛石町1711番地31） - 2024年3月開所
- 女渕駐在所（前橋市粕川町女渕268番地5）
- 月田駐在所（前橋市粕川町月田964番地1）

### 廃止された駐在所
- 鶴光路駐在所（前橋市鶴光路町43番地1） - 2024年3月 上佐鳥駐在所と統合後、前橋南交番へ
- 上佐鳥駐在所（前橋市上佐鳥町347番地9） - 2024年3月 鶴光路駐在所と統合後、前橋南交番へ
- 柏倉駐在所（前橋市柏倉町224番地1） - 2024年3月 苗ヶ島駐在所と統合後、宮城駐在所へ
- 苗ヶ島駐在所（前橋市苗ヶ島町2019番地1） - 2024年3月 柏倉駐在所と統合後、宮城駐在所へ